# 荒川真嗣
荒川真嗣（日语：荒川 眞嗣，1964年3月4日—），日本男性動畫師、演出家、動畫導演。出身於宮城縣。

## 來歷
1982年從東北高等學校畢業，作為宮崎駿作品的粉絲參加動畫公司TMS Entertainment旗下公司Telecom Animation Film的新人動畫師募集，落選後在前輩動畫師大塚康生的推薦之下進入亞細亞堂上班。1985年，以電視動畫《拜託了！薩米亞丼》出道。1988年，從亞細亞堂轉移進入IG龍之子（今改名Production I.G，以下簡稱I.G），開始參加下游承包SHIN-EI動畫及其它動畫公司的作品為中心。
1996年，由I.G開辦、押井守主宰的「押井塾」接受學習。由於入塾期間經常主動提出各種企劃，因此被押井賜予A級的評價。並且受到押井塾的另一位弟子神山健治說他是「善於總結歸納的人」。
其畫風受到插畫家培特佐藤和動畫師大川弘義的影響最深，這是因為本身很喜歡追求寫實、簡單又樸實的畫風。1998年，I.G承包遊戲《雪割花》動畫部分的製作，荒川擔任人物設定和作畫監督時，展現出簡單又樸實的設計風格，因此獲得導演湯淺政明給予肯定的評價。
離開I.G之後，立即加入動畫工作室Studio LONG，而Studio LONG的原創作品原本是要請他擔任導演與人物設定，卻因工作室關閉而中止，此後以自由身持續參加動畫製作。
此外，從出道以來，經常與同行谷津美彌子、編劇（劇本統籌）山田隆司、井上美緒（《戀愛班長 Second Collection》之外）等人一起參加動畫的製作。

## 作品列表

### 電視動畫
1990年代及以前
- 漫畫日本昔話（日语：まんが日本昔ばなし）（1975年－1994年，作畫／第486回、538回、554回、632回)
- 超能力魔美（1987年－1989年，原畫）
- 大耳鼠（1989年－1991年，分鏡、演出）
- 21衛門（1991年－1992年，機械設定）
- 元氣爆發（1992年－1993，原畫）
- 蠟筆小新（1992年－，分鏡、作畫監督、原畫）
- 美少女戰鬥隊♥MIKU（1994年，原畫）
- NINKU -忍空-（1995年－1996年，分鏡）
- 宇宙小毛球（1995年－1997年，原畫）
- 烏龍派出所（1996年－2004年，原畫）
- 大嘴鳥（1999年－2001年，原畫）

2000年代
- 徽章戰士魂（2000年－2001年，導演、OP分鏡&演出、編劇、分鏡、演出）
- 熱帶雨林的爆笑生活（2001年，原畫）
- 怪獸家族（2001年－2002年，導演、分鏡）
- 網球王子（2001年－2005年，原畫）
- 被喊了就蹦出来！小呵欠（2002年，原畫）
- 灰羽連盟（2002年，演出、原畫）
- 彩夢芭蕾（2002年－2003年，原畫）
- 帝皇戰記（2002年－2003年，原畫）
- The Big O Second Season（2003年，原畫）
- 人間交差點 -HUMAN SCRAMBLE-（2003年，分鏡）
- MOUSE（2003年，演出）
- 獸兵衛忍風帖 龍寶玉篇（2003年，分鏡）
- 驚爆危機？校園篇（2003年，分鏡、演出）
- 萬花筒之星（2003年－2004年，分鏡、原畫）
- 風人物語（2004年，人物設定、視覺概念、編劇、分鏡、圖形監修、場面設定、圖形）
- 怪傑佐羅利（2004年－2005年，分鏡）
- Monkey Punch的漫畫活動大寫真（2004年－2005年，作畫／「一宿一飯」、第2話「逆物語」)
- 絕對少年（2005年，原畫）
- ARIA The ANIMATION（2005年，圖形監修、ED演出、美術設定、原畫）
- 小天小天子（日语：こてんこてんこ）（2005年－2006年，分鏡、OP分鏡）
- BLOOD+（2005年－2006年，原畫）
- ARIA The NATURAL（2006年，原畫）
- 小呵欠（2006年，導演、圖形、分鏡）
- ARIA The ORIGINATION（2008年，圖形監修）
- 波菲的漫長旅程（2008年，原畫）
- 魔法使的條件 ～夏日天空～（2008年，演出）
- 馬赫女孩（2008年，導演、圖形）
- SKIP BEAT！華麗的挑戰（2008年，道具設計）
- 食靈 -零-（2008年，圖形監修、原畫）
- 香格里拉（2009年，原畫）
- 東京地震8.0（2009年，副作畫監督）
- 動物偵探奇魯米（2009年，分鏡）
- ROSE O'NEILL KEWPIE（日语：ローズオニールキューピー）（2009年，導演、分鏡、演出、圖形）

2010年代
- 戀愛班長 Second Collection（2010年，導演、分鏡）
- （2011年，導演）
- 丹特麗安的書架（2011年，原畫）
- 宇宙兄弟（2012年，原畫）
- 爆TECH！爆丸（2012年，分鏡、演出）
- 學生會一存Lv.2（2013年，演出）
- 幕末義人伝 浪漫（2013年，原畫）
- YUYU式（2013年，原畫）
- 宇宙戰艦大和號2199（2013年，原畫）
- 魯邦三世：微風公主 ～被隱藏的都市～（日语：ルパン三世 princess of the breeze 〜隠された空中都市〜）（2013年，原畫）
- 東京闇鴉（2014年，原畫）
- 黑色子彈（2014年，LO協力、作畫監督補佐、原畫）
- 英雄銀行（日语：ヒーローバンク）（2014年，分鏡、原畫）
- 乒乓 THE ANIMATION（2014年，演出、原畫）
- 元氣囝仔（2014年，分鏡）
- ALDNOAH.ZERO（2014年，原畫）
- 怪盜Joker（2014年，原畫）
- 咬尾蟲 (第3期)（日语：おしりかじり虫）（2014年，導演）
- 魯邦三世 PART5（2015年，過場動畫、分鏡、原畫）
- 月色真美（2017年，原畫）
- URAHARA（2017年，演出主任）
- 網路勝利組（2017年，作畫監督、分鏡）
- 劍王朝（2018年，導演、分鏡）
- 一直跑下去真的是太好了。（日语：走り続けてよかったって。）（2018年，導演[5]）
- BEASTARS（2019年，分鏡）
- 魔法水果籃 1st season（2019年，原畫）

2020年代
- （2020年－2021年，導演）
- 魯邦三世 PART6（2021年－2022年，分鏡[6]）、原畫）
- 盾之勇者成名錄 Season2（2022年，演出）
- 卡片鬥爭!! 先導者 will+Dress（2022年，分鏡）
- 我的幸福婚約 第二期（2025年，分鏡）

### OVA
- Little Polar Bear （1991年，導演、編劇、佈局）
- 聖飢魔 ～充滿人類愛的社會～（日语：HUMANE SOCIETY 〜人類愛に満ちた社会〜）（1992年，概念設計）
- THE八犬傳 ～新章～（1993年－1995年，原畫）
- Wild 7（日语：ワイルド7）（1994年，作畫監督補）
- 超時空要塞Plus（1994年－1995年，原畫）
- 黃金小子（1995年－1996年，原畫）
- 魔法使Tai！（1996年，原畫）
- FLCL（2000年－2001年，原畫）
- （2001年，導演）
- 魔法護士小麥 KARTE.2.5（2002年－2004年，導演、分鏡、演出）
- 鴉 -KARAS-（2005年，分鏡）
- ARIA The OVA ～ARIETTA～（2007年，原畫）
- 東京糖衣巧克力（2007年，原畫）
- 幸福光暈（2010年，原畫）

### 電影動畫
- 哆啦A夢：大雄的宇宙小戰爭（1985年，原畫）
- 機動警察系列
  - 機動警察 the Movie（日语：機動警察パトレイバー the Movie）（1989年，原畫）
  - 機動警察2 the Movie（日语：機動警察パトレイバー 2 the Movie）（1993年，圖形、原畫）
  - WXIII 機動警察（日语：WXIII 機動警察パトレイバー）（2001年，原畫）
- 蠟筆小新系列
  - 第1部：動感超人大戰泳裝魔王（1993年，原畫）
  - 第2部：不理不理王國的秘寶（1994年，原畫）
  - 第4部：搞怪遊樂園大冒險（1996年，原畫）
  - 第5部：黑暗珠珠大追擊（1997年，原畫）
  - 第6部：電擊！豬蹄大作戰（1998年，原畫）
  - 第7部：爆發！溫泉激烈大決戰（1999年，原畫）
  - 第8部：風起雲湧的叢林冒險（2000年，原畫）
  - 第10部：風起雲湧 壯烈！戰國大會戰（2002年，原畫）
- GHOST IN THE SHELL／攻殼機動隊（1995年，原畫）
- 劇場版 忍者亂太郎（1996年，原畫）
- BLOOD THE LAST VAMPIRE（2000年，企劃協力、原畫）
- 哈姆太郎：哈姆哈姆哈姆迦！夢幻的公主（2002年，原畫）
- 翡翠森林狼與羊（2005年，原畫）
- 勇者物語（2006年，原畫）
- Genius Party BEYOND（日语：ジーニアス・パーティ）#5『次元爆彈』（2008年，原畫）
- 宮本武藏：雙劍飛馳之夢（日语：宮本武蔵 -双剣に馳せる夢-）（2009年，原畫）
- 歡迎來到宇宙秀（2010年，原畫）
- 喬凡尼的島（日语：ジョバンニの島）（2014年，車輛設定）
- 宣告黎明的露之歌（2017年，原畫）
- 劇場版 七大罪：天空的囚人（2018年，原畫）
- FLCL Progressive「Rarirure」「Awaran」（2018年，原畫）
- 名偵探柯南：紺青之拳（2019年，原畫）
- 生日幻境（2019年，原畫）

### 網路動畫
- 蠟筆小新外傳 玩具大戰（日语：クレヨンしんちゃん外伝 おもちゃウォーズ）（2016年，作畫監督、作畫）
- 蠟筆小新外傳 帶家族之狼（日语：クレヨンしんちゃん外伝 家族連れ狼）（2017年，總作畫監督、作畫監督）

### 遊戲
- 雪割花（1998年，人物設定、視覺概念、分鏡、作畫監督）

### 其它
- 怪獸家族（1999年，企劃協力）
- HEART EATER（2000年，導演）

## 腳註

## 相關項目
- Production I.G
- Studio LONG（日语：スタジオロン）
- SHIN-EI動畫
- 日本動畫師列表

## 外部連結
- 荒川真嗣的X（前Twitter） （日語）